# درويش إروغلو
درويش إروغلو (بالتركية: Derviş Eroğlu)‏ (فاماغوستا 1938 - ...)، رئيس جمهورية شمال قبرص التركية منذ 23 أبريل 2010. حتى 30 أبريل 2015، كما شغل منصب رئيس الوزراء في الفترة بين 1985 و1994 ولولاية ثانية من 1996 و2004. في الفترة بين عاميّ 1983 و2006 كان يترأس حزب الوحدة الوطنية. فاز حزبه في الانتخابات العامة عام 2009 وأصبح إروغلو رئيس الوزراء مرة ثالثة. وفي أبريل 2010، أدى اليمين ليصبح الرئيس الثالث للجمهورية.